# Батальйон «Свобода»
Батальйон «Свобода» — формування Національної гвардії України. Входить до складу 4-ї бригади оперативного призначення.
Батальйон брав участь у битвах за Рубіжне, Сєвєродонецьк, Лисичанськ, Бахмут.

## Історія
Батальйон «Свобода» створений 24 лютого 2022 року на базі ДФТГ «Свобода» м. Києва . Спочатку частина батальйону «Свобода» стояла на позиціях на столичній Оболоні, в Броварах, потім військове керівництво держави відправило батальйон до Баришівки (Київська область) на зачистку міста і навколишніх сіл. Після цього батальйон займався звільненням Ірпеня, Бучі та Гостомеля 
16 червня 2022 командир батальйону «Свобода», капітан Петро Кузик зустрівся в Києві з міністром оборони Олексієм Резніковим та розповів про складності в обороні Сєвєродонецька на Луганщині. Вночі з 23 на 24 червня 2022 року українські підрозділи організовано залишили частину промзони Сєвєродонецька після важких боїв.
В серпні 2022 підрозділи «Свободи» займали оборону села Зайцеве Бахмутського району.
З вересня 2022 воїни батальйону обороняли Бахмут і околиці міста.
З 10 липня до 16 вересня 2024 року 8 бійців батальйону «Свобода» тримали позицію "Пінчер" біля села Спірне під Сіверськом протягом 67 днів. Останні три тижні з яких вели оборону в оточені. Командиром позиції був 25-річний командир взводу старший лейтенант Владислав Стоцький .

## Командування
- (2022) підполковник Кузик Петро Миколайович[2]

## Склад батальйону

### Відомі бійці
- Петро Кузик – підполковник, комбат. Голова Деснянського району Києва (2014). Депутат Броварської міської ради VI скликання (2010-2014) та Київської міської ради VII та VIII скликань (2014-2015, 2015-2020).
- Андрій Іллєнко – старший лейтенант, український політик, громадський діяч, військовик, народний депутат України VII та VIII скликань, голова міжфракційного об'єднання ВО «Свобода» у ВРУ 8-го скликання, кандидат на посаду мера Києва на виборах 2020 року.
- Сергій Волосовець — актор театру і кіно [9].
- Віктор Стороженко — актор театру «Особистості» [9]
- Володимир Ращук «Артист» — актор театру і кіно, родом з Маріуполя. Командир роти [10]
- Хлуп'янець Вадим Васильович — український артист балету Київського національного академічного театру оперети. Загинув від кулі снайпера під Бахмутом 15 листопада 2022 року.
- Жержевський Сергій Олександрович «Жорж» — старший солдат, ветеран батальйону НГУ «Донбас», учасник АТО у 2014—2016 рр., що загинув у ході російського вторгнення в Україну. Герой України (2022, посмертно).
- Рома́н Володи́мирович Омеля́ненко — український військовослужбовець, старший солдат Національної гвардії України, учасник російсько-української війни, що відзначився у ході російського вторгнення в Україну. Герой України (2025)
- Стоцький Владислав Володимирович — Герой України (2025)